# Antonius Mathijsen

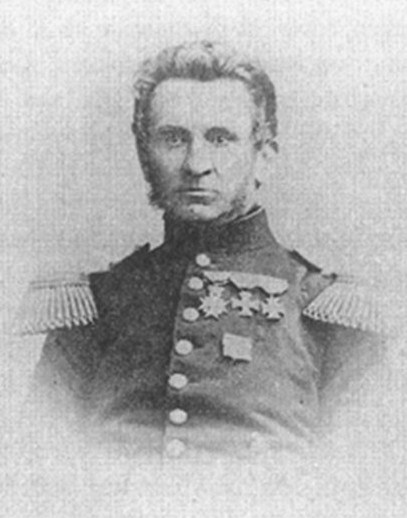
Antonius Mathijsen

Antonius Mathijsen (* 4. November 1805 in Budel, Niederlande; † 15. Juni 1878 in Hamont, Belgien) war ein niederländischer Arzt. 1851 erfand er den Gipsverband. Seit seiner Erfindung wurde dieser nicht mehr grundlegend verändert.

## Leben
Antonius Mathijsen war Sohn des Chirurgen Ludovicus Hermanus (Lodewijk Herman) Mathijsen und dessen Gattin Petronella Bogaers.
Er absolvierte sein Studium in Brüssel und war Schiffs-Chirurg bei der niederländischen Kriegsmarine. Im dortigen Dienst erfand er den Gipsverband.
1941 ehrten die Niederlande Mathijsen mit einer Briefmarke.

## Schriften (Auswahl)
- Nieuwe wijze van aanwending van het gips-verband bij beenbreuken. Haarlem 1852. (online)